# Marlboro Man

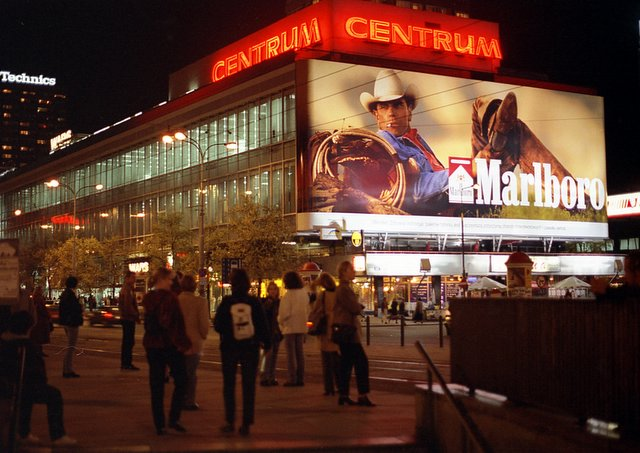
Um Marlboro Man em um anúncio de tabaco na lateral de um prédio de Varsóvia em 2000.

Marlboro Man é um personagem usado na publicidade de cigarros da marca Marlboro. A campanha, criada por Leo Burnett Worldwide, é considerada uma das campanhas publicitárias mais brilhantes de todos os tempos. Jack Landry, o executivo de publicidade da Philip Morris, coordenadamente com a agência de Leo Burnet, apareceram com "comerciais que vão trazer novos fumantes para o Marlboro... [que transmitem] "a imagem certa para capturar a fantasia da juventude...[e projeta] um símbolo perfeito de independência e rebeldia individualista" - e assim surgia o "cowboy da Marlboro" ou Marlboro Man.

## Descrição
O Marlboro Man aparece como um cowboy solitário a cavalo, geralmente em atividades associadas ao Velho Oeste, conduzindo cavalos por rios em cenários de natureza.
As fotos eram importantes na construção do novo caráter e personalidade da marca e geralmente cobria uma página inteira de revista.

Campanha da Marlboro como "Mild As May"
Campanha da Marlboro mostrando a "mão tatuada", ca 1957
Campanha da Marlboro com o Marlboro Man, 1955

## Mortes
Cinco homens que apareceram em anúncios morreram de doenças pulmonares:
- David Millar, Jr., o original Marlboro man, morreu de enfisema pulmonar em 1987.[5]
- David McLean, outro Marlboro man, morreu de câncer de pulmão aos 51 anos.[6][7]
- Dick Hammer, o único que não era um cowboy na vida real, morreu de câncer de pulmão, mas não era fumante.[8]
- Wayne McLaren, o primeiro que interpretou o Marlboro man, morreu de câncer de pulmão em 1992, aos 52 anos.[7] McLaren testemunhou a favor da legislação anti-tabagismo na idade de 51. Durante o tempo de ativismo anti-tabagismo de McLaren, a Philip Morris negou que a McLaren já tivesse aparecido em qualquer anúncio de Marlboro, em resposta, McLaren recolheu o depoimento de uma agência de talentos que o representou e um cheque de pagamento confirmando que ele tinha sido pago para um trabalho "impresso da Marlboro".[9][10]
- Eric Lawson, que era fumante desde os 14 anos, foi contratado para participar nos anúncios da Marlboro entre 1978 e 1981, e morreu com câncer no pulmão, aos 72 anos no dia 10 de janeiro de 2014.[11]